# Букмон
Букмон (фр. Bouquemont) насеље је и општина у североисточној Француској у региону Лорена, у департману Меза која припада префектури Комерси.
По подацима из 2011. године у општини је живело 124 становника, а густина насељености је износила 16,56 становника/km². Општина се простире на површини од 7,49 km². Налази се на средњој надморској висини од 216 метара (максималној 348 m, а минималној 209 m).

## Демографија
| 1962. | 1968. | 1975. | 1982. | 1990. | 1999. | 2011. |
| ----- | ----- | ----- | ----- | ----- | ----- | ----- |
| 114   | 130   | 111   | 100   | 101   | 107   | 124   |

График промене броја становника у току последњих година